# Alper Uludağ
Alper Uludağ (Heusden-Zolder, 11 december 1990) is een Turks–Belgisch voetballer die bij voorkeur als linksback speelt.

## Clubcarrière
Uludağ werd geboren in Heusden-Zolder en speelde in de jeugd voor Verbroedering Geel, PSV en Alemannia Aachen. In totaal speelde hij 61 competitiewedstrijden voor Alemannia Aachen in de 2. Bundesliga. In 2012 tekende de linksachter voor reeksgenoot FC Ingolstadt 04. In augustus 2013 trok hij naar Kayserispor. Op 30 september 2013 debuteerde hij in de Süper Lig in de derby tegen Kayseri Erciyesspor. Uludağ speelde twintig competitieduels in zijn eerste seizoen in Turkije maar kon niet voorkomen dat de club degradeerde naar de TFF 1. Lig. Tijdens het seizoen 2014/15 speelde hij 27 competitiewedstrijden in de TFF 1. Lig, het op een na hoogste niveau in Turkije. In 2015 tekende Uludağ een driejarig contract bij Trabzonspor, waarmee hij terugkeert op het hoogste niveau.

## Interlandcarrière
Uludağ debuteerde in 2010 voor Turkije –21, waarvoor hij twee doelpunten maakte in acht interlands.